# Hangbrug

Het principe van een zelfverankerde hangbrug

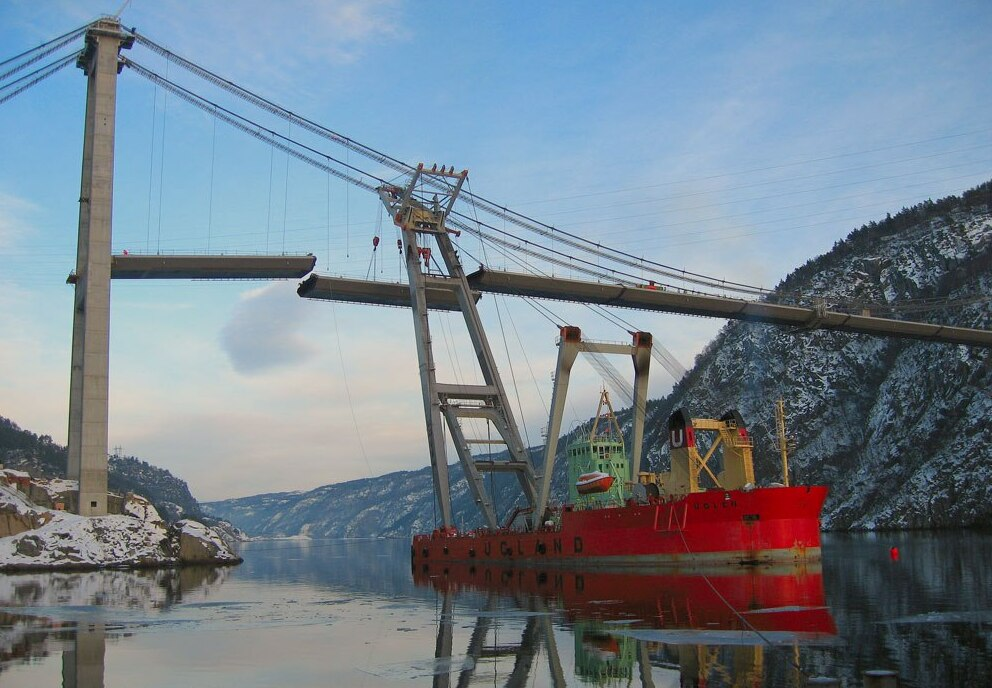
Bouw van een hangbrug over een fjord in Feda (Noorwegen)

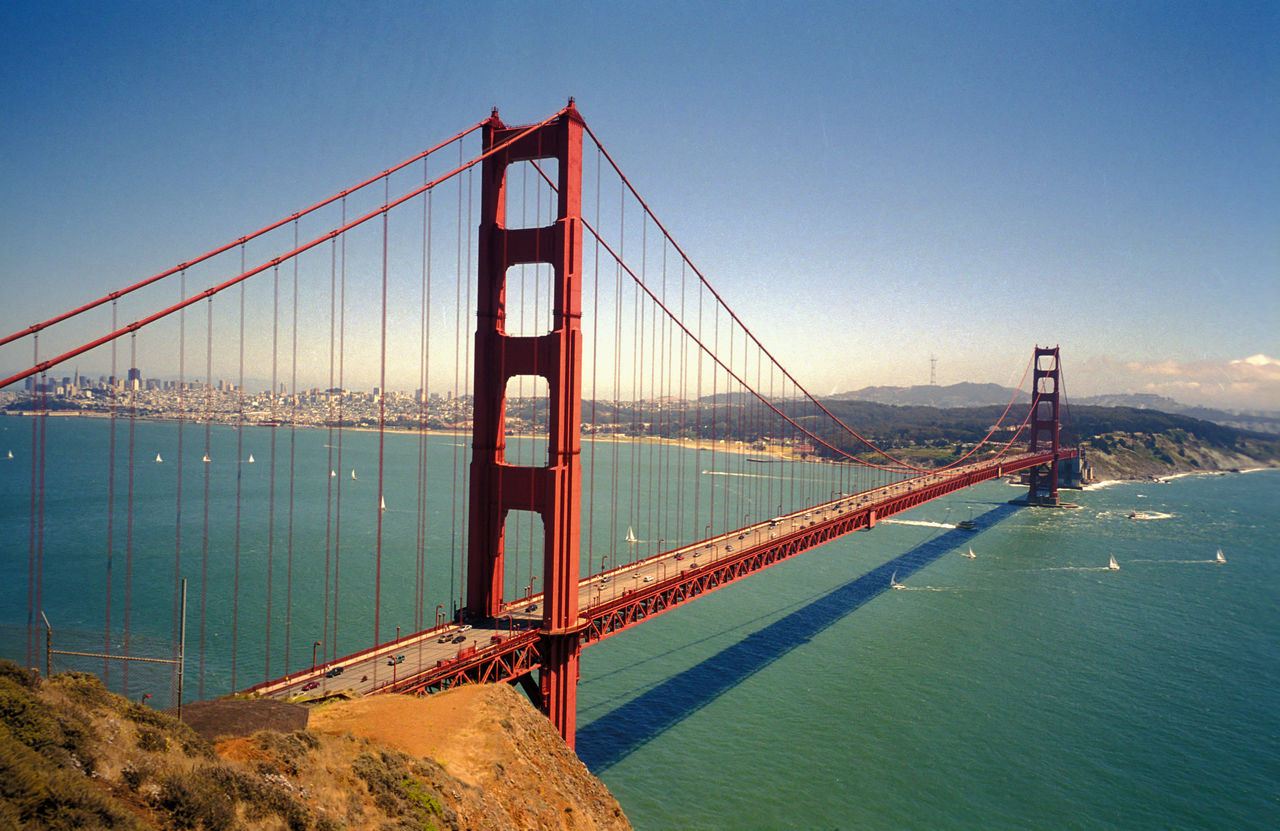
Golden Gate Bridge

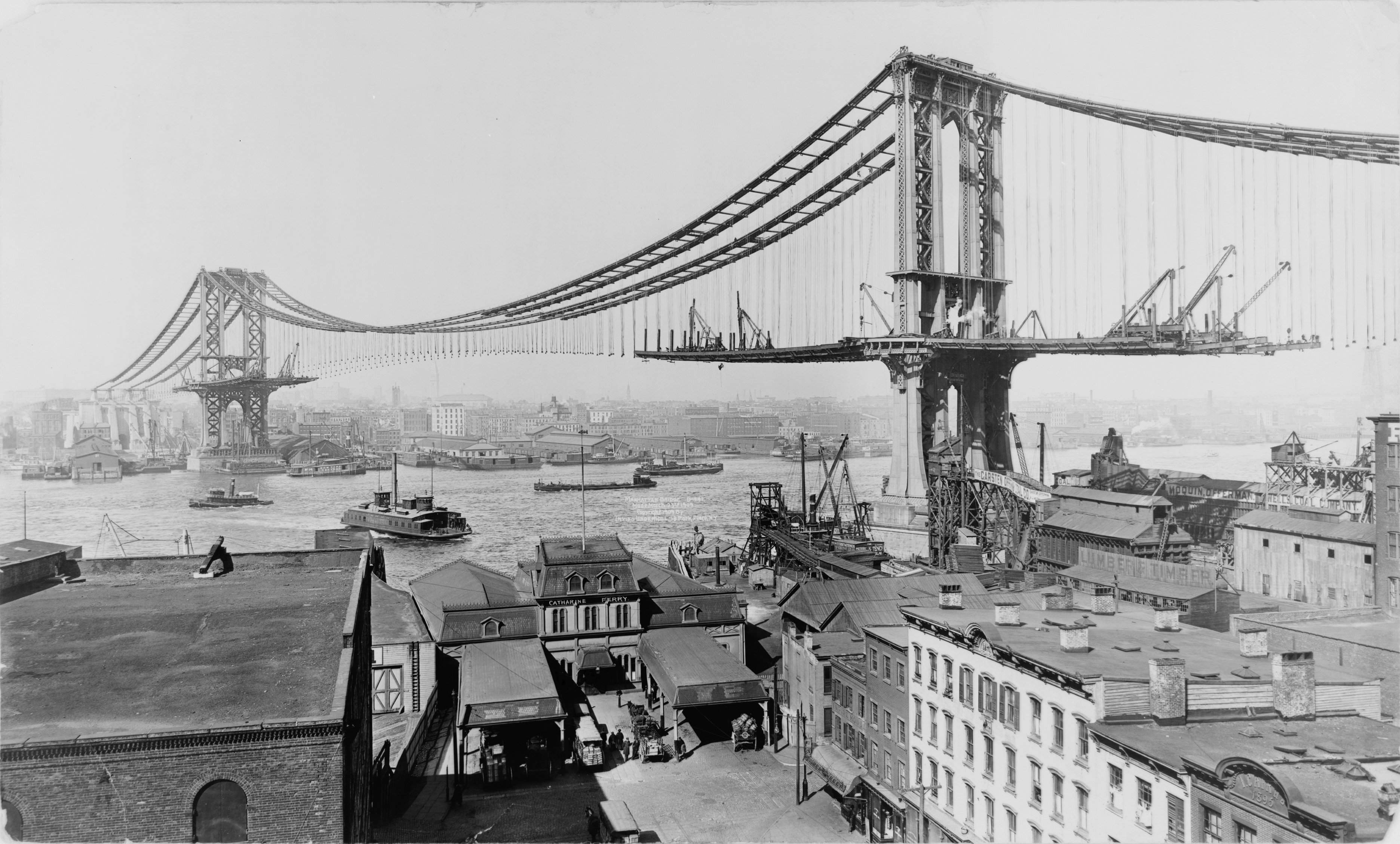
Bouw van Manhattan Bridge, 23 maart 1909

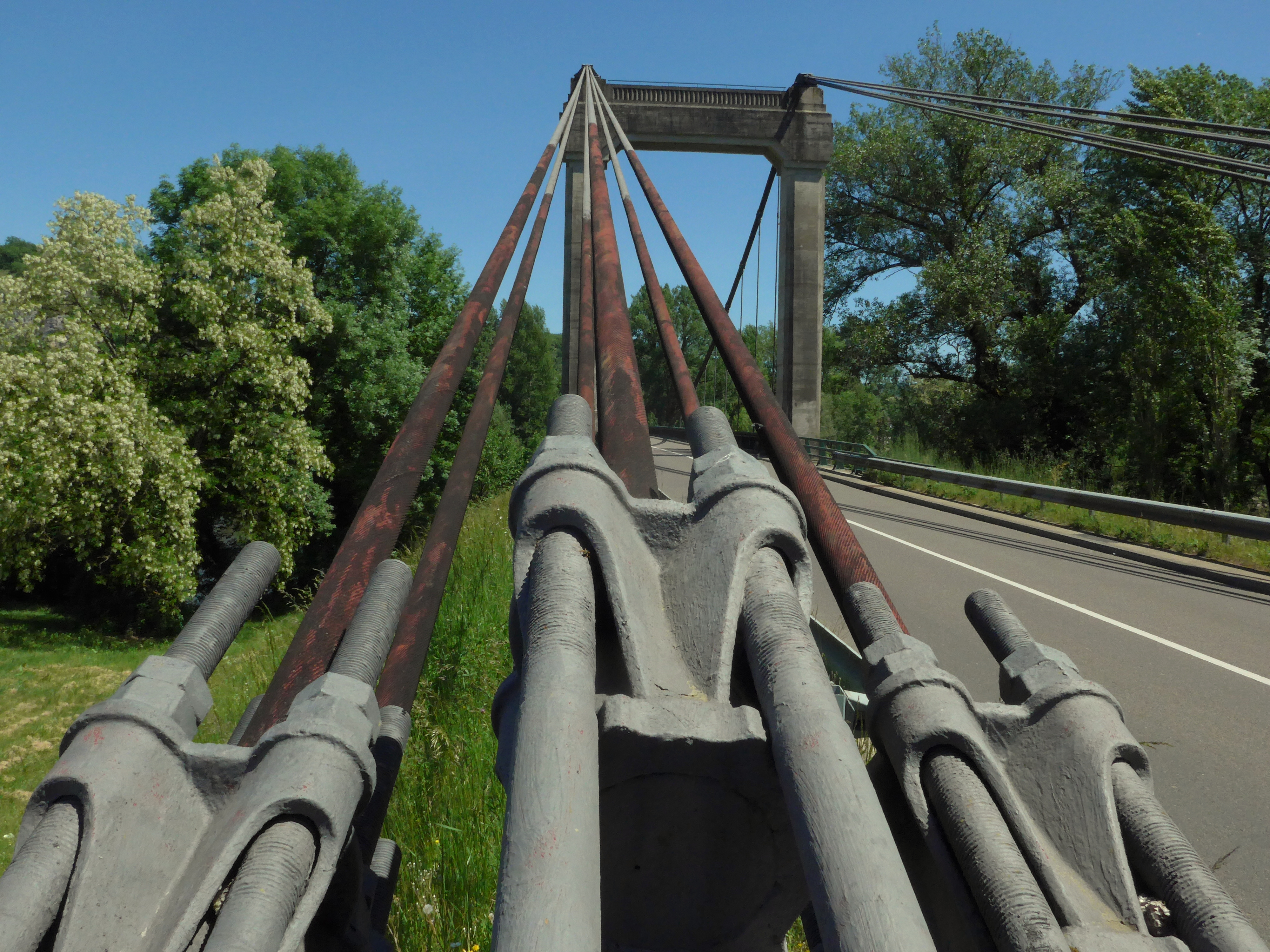
Hangbrug detail spaninrichting op het landhoofd, brug over de Dordogne bij Port de Gluges

Een hangbrug is een brug die is opgebouwd uit twee (soms één) hoge pijlers of pylonen waartussen een of meer (vaak twee) dikke kabels gespannen zijn. Aan deze dikke kabels worden enkele dunnere kabels gehangen om het wegdek te dragen en horizontaal te houden.
Door de symmetrie worden de pijlers hoofdzakelijk verticaal op druk belast. Dit laat toe die pijlers uit te voeren als een lichte betonconstructie. Daartussen hangen de hoofddraagkabels, volgens een kettinglijn – een kromme die lijkt op een parabool.
Aan de hoofddraagkabels hangen op regelmatige afstand van elkaar de verticale kabels – 'hangers' genoemd – waaraan het brugdek is opgehangen. In tegenstelling tot de meeste andere brugtypes is dit brugdek zeer licht en buigslap uitgevoerd. Hierdoor blijft de brug betaalbaar. Nadelen hiervan zijn de gevoeligheid voor eigentrillingen en aerodynamische effecten (waardoor de hangbrug bij storm soms moet worden afgesloten) en de gevoeligheid voor bewegende geconcentreerde belastingen zoals veroorzaakt door een trein.
In de hoofddraagkabels treden zeer grote trekkrachten op. De combinatie hiervan met de grote werkingsarm aan het begin en einde verklaart hoe de brug de krachten (en momenten) van de zeer lange brugdekken kan opnemen. Aan het begin en einde van de brug zijn de kabels verankerd in de fundering. De kabels zitten daar nagenoeg horizontaal bevestigd, waardoor de grootste krachten op de fundering niet verticaal, maar horizontaal gericht zijn. Dat is de reden dat in de Benelux, en bij uitbreiding in Europa, vrijwel geen hangbruggen voorkomen; de bodem is doorgaans te slap om grote horizontale krachten te kunnen opvangen. Wanneer de ondergrond bestaat uit rotsen zijn de horizontale krachten beter op te nemen.
Met dit type brug is het mogelijk zeer grote overspanningen te overbruggen. Sommige van de langste bruggen ter wereld met overspanningen van meerdere kilometers zijn hangbruggen: de Akashi-Kaikyo-brug in Japan overspant bijna 2000 meter. 
Het principe van de hangbrug is enigszins vergelijkbaar met een boogbrug hoewel de boog uiteraard gespiegeld is ten opzichte van de horizontale en er in de boog geen trek maar druk optreedt en de spatkrachten naar buiten gericht zijn. De spatkrachten bij een boogbrug kunnen worden opgenomen door trekbalken onder het brugdek.
Enkele bekende hangbruggen zijn:
- Golden Gate Bridge in San Francisco;
- Grote Beltbrug in Denemarken;
- Brooklyn Bridge in New York (gecombineerd met elementen van een tuibrug);
- Akashi-Kaikyo-brug bij Kobe in Japan (in 2006 de grootste overspanning ter wereld met 1991 meter);
- Ambassador Bridge tussen Detroit en Windsor, de drukste internationale grensovergang in Noord-Amerika;
- De Rijnbrug bij Emmerik in Duitsland is de langste hangbrug van Duitsland;
- Tsing Ma-brug in Hongkong, verbindt Launtau eiland met het vasteland;

Een hangbrug moet niet worden verward met een tuibrug of een zweefbrug.

## Resonantie
Op 7 november 1940 is de Tacoma Narrows Bridge in de Amerikaanse staat Washington kort na ingebruikname als gevolg van resonantie ingestort. Resonantie is het verschijnsel waarbij een voorwerp begint mee te trillen met een bepaalde trilling veroorzaakt door bijvoorbeeld de wind. In dit geval zijn duidelijk sinussen te zien bij het bewegen van de brug.